# Ravenica

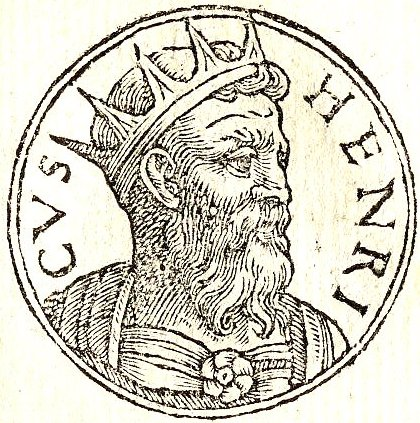
Henrique de Flandres r. segundo o Promptuarii Iconum Insigniorum

Ravenica (em grego: Ραβέννικα o Ραβενίκη) foi um assentamento medieval localizado na Grécia Central. É mencionado pela primeira vez como "Rovinaca" pelo viajante judeu Benjamim de Tudela, que relatou 100 famílias judias ali. O nome é provavelmente de origem eslava, significando algo como "planície". Sua localização exata é incerta, mas pelas referências literárias parece que teria estado próximo da foz do rio Esperqueu, ao sul de Lâmia.
A cidade foi palco de dois parlamentos presididos pelo imperador latino Henrique de Flandres (r. 1205–1216), um em 1209 para receber a submissão dos senhores cruzados rebeldes do Reino de Salonica e Sul da Grécia, e o segundo em 1210 para apaziguar as disputas entre os senhores cruzados e os prelados da Igreja Católica na Grécia.